# Приорис, Иоанн
Иоа́нн Прио́рис (Johannes Prioris; ум. около 1515) — фламандский композитор эпохи Возрождения.
Биографические данные скудны. В 1503—1507 гг. капельмейстер при дворе Людовика XII. Сохранились 6 месс на 4 и 6 голосов (в том числе заупокойная месса — один из первых в истории музыки образцов композиторского реквиема), 5 магнификатов, мотеты «Ave Maria», «Regina caeli» и др., около 10 светских полифонических пьес в жанре рондо́, латинская лауда «Dulcis amica Dei» (самое исполняемое в XXI в. сочинение Приориса).
О славе Приориса свидетельствуют вокальные и литературные тексты: ещё при жизни его включил в свой список знаменитостей французский поэт и композитор Элуа д'Амерваль (в поэме «Le livre de la déablerie», 1508), где он стоит в одном ряду с Жоскеном, Брюмелем и Тинкторисом. Посмертную славу Приориса засвидетельствовал Пьер Мулю — в окказиональном мотете «Mater floreat» (1517) он поместил Приориса в список недавно почивших композиторов и снабдил его эпитетом «прелестный» (amoenus).